# 馮子亮
馮子亮（英語：Liam Fung，1999年2月4日—），香港男藝人，2019年第30期無綫電視藝員訓練班學員，畢業後加入無綫電視經理人合約。2022年加入J2台, 是22位J2ers之一。

### 電視劇（無綫電視）
| 年份   | 劇名       | 角色                          |
| 2022年 | 雙生陌生人 | 利大渝手下                    |
| 2022年 | 白色強人II | 酒客（第5集）                 |
| 2022年 | 白色強人II | 青年（第18、19集）            |
| 2022年 | 回歸       | 侍應                          |
| 2023年 | 法言人     | 庾國棟（青年）                |
| 2023年 | 隱門       | CID                           |
| 2023年 | 新聞女王   | 莊德華（大dee哥）（第1、2集） |
| 2025年 | 執法者們   | Harry                         |

### 電視節目（J2台）
| 年份   | 節目名                  | 性質               |
| 2021年 | #後生仔傾下偈           | 主持 （第764集起） |
| 2022年 | 意外步出                | 主持               |
| 2022年 | Blah Blah BLAH 試新室!! | 主持               |
| 2022年 | 搵鬼同你瞓              | 主持               |
| 2023年 | 膽粗粗．Here We Go      | 主持               |
| 2024年 | 怪宿宿                  | 主持               |

### 綜藝節目（無綫電視）
| 年份   | 節目名         | 性質     |
| 2023年 | 萬千星輝賀台慶 | 演出嘉賓 |

## 外部連結
- 馮子亮的Instagram帳戶
- 馮子亮在tvb.com的資料